# Jacek Chodorowicz
Jacek Michał Chodorowicz (ur. 7 grudnia 1964 w Warszawie) – polski dyplomata specjalizujący się w relacjach z państwami Bliskiego Wschodu; ambasador RP w Syrii (2002–2008) i Izraelu (2012–2018).

## Życiorys
W 1992 uzyskał tytuł zawodowy magistra historii na Wydziale Historycznym Uniwersytetu Warszawskiego. Ukończył także kurs dyplomatyczny w Holenderskim Instytucie Spraw Międzynarodowych.
W 1991 został asystentem podsekretarza stanu ds. międzynarodowych w Ministerstwie Edukacji Narodowej. Z Ministerstwem Spraw Zagranicznych związany od 1992. Do 1992 był ekspertem i naczelnikiem wydziału w Departamencie Afryki, Azji, Australii i Oceanii. W latach 1995–1999 był chargé d’affaires w Zimbabwe, początkowo w randze I sekretarza, a następnie radcy. W latach 1999–2001 był dyrektorem Departamentu Afryki i Bliskiego Wschodu w MSZ. Następnie w 2001 został mianowany ambasadorem w Syrii, którą to funkcję pełnił do 2008, po czym wrócił na stanowisko dyrektora departamentu. W 2009 uzyskał rangę ambasadora tytularnego. 24 stycznia 2012 został mianowany na ambasadora w Izraelu. Został odwołany z tej funkcji z dniem 30 maja 2018. Później był pełnomocnikiem ministra spraw zagranicznych do spraw kontaktów z diasporą żydowską; w lipcu 2021 na tej funkcji zastąpił go Jarosław Marek Nowak. W latach 2021–2023 pracował w Departamencie Współpracy Rozwojowej MSZ. Od grudnia 2023 był dyrektorem Departamentu Afryki i Bliskiego Wschodu MSZ. W styczniu 2025 objął kierownictwo Ambasady RP w Pretorii jako chargé d’affaires.

## Życie prywatne
Żonaty, ma dwóch synów. Zna języki angielski i francuski.

## Odznaczenia
W 2011, za wybitne zasługi w służbie zagranicznej, za osiągnięcia w podejmowanej z pożytkiem dla kraju pracy zawodowej i działalności dyplomatycznej, został odznaczony Krzyżem Kawalerskim Orderu Odrodzenia Polski.